# Pablo González (director de orquesta)
Pablo González Bernardo (Oviedo, Asturias, 1975) es un director de orquesta.
Pablo González estudió flauta y dirección de orquesta en la Guildhall School of Music and Drama de Londres.
Director musical de la Orquesta Sinfónica de RTVE.

## Galardones
- Ganador del concurso de dirección coral Laszlo Heltay en 1997.[1]
- Primer premio en el Concurso de dirección Donatella Flick en 2000.[1][2][3]
- Primer premio en el 8.º Concurso Internacional de Dirección de Cadaqués en 2006[1][4][5]

## Carrera artística
Pablo González es un músico muy analítico respecto a las partituras. Sus versiones de las obras tienen un marcado acento personal.
En la temporada 2014/15 ha dirigido a la BBC National Orchestra of Wales, la Nederlands Philharmonisch Orkest, la Orquestre Philharmonique Royal de Liège, la SWR Sinfonieorchester Baden-Baden & Freiburg, la Orquesta Nacional de España y la Orchestra della Svizzera Italiana, entre otras. Igualmente ha dirigido Madama Butterfly en Oviedo.
La temporada 2013/14 supuso su debut con la Queensland Symphony Orchestra, la Auckland Philharmonia Orchestra y la Warsaw Philharmonic Orchestra, así como su regreso a la Bournemouth Symphony Orchestra, la Orquesta Ciudad de Granada y la Orquesta de Valencia.
Durante la temporada 2012/13, Pablo hizo su debut estadounidense al ponerse al frente de la Dallas Symphony Orchestra, y volvió a dirigir orquestas como la Royal Liverpool Philharmonic Orchestra, la Scottish Chamber Orchestra y la Kyoto Symphony Orchestra. En 2011/12, Pablo hizo su debut con la Orquesta Filarmónica de la Radio de los Países Bajos en el Concertgebouw y con la NHK Symphony Orchestra en Japón. 
También ha dirigido orquestas como la Tonkünstler Orchestra, Warsaw Philharmonic Orchestra, Orquesta Nacional du Capitol de Toulouse, Orchestre de Chambre de Lausanne, Sinfonieorchester Basel, Orchestre Philharmonique de Estrasburgo, Winterthur Musikkolegium y London Symphony Orchestra etc., además de la mayoría de las orquestas españolas más importantes Está especialmente vinculado con la Deutsche Radio Philharmonie Saarbrücken Kaiserslautern. Juntos han grabado un álbum dedicado a la música de Schumann para Hänssler Classics. El álbum fue galardonado con el 2011 International Classical Music Award.
En el terreno operístico Pablo González ha dirigido L’elisir d’amore durante la gira de Glyndebourne en 2013, Carmen en San Sebastián y Don Giovanni con la Orquesta Sinfónica del Principado de Asturias en la Ópera de Oviedo. Al Liceo de Barcelona ha dirigido Daphne (2011) de Richard Strauss, La flauta mágica (2012) de Mozart, y Rienzi (2013) de Richard Wagner todas solo en versión de concierto.
Ha colaborado con solistas de la escena internacional como Anne-Sophie Mutter, Maxim Vengerov, Truls Mork, Renaud Capuçon, Viviane Hagner, Alban Gerhardt, Violeta Urmana, Christopher Maltman y Ewa Podles.

## Discografía
- Schumann: Obras completas para violín y orquesta. Deutsche Radio Philharmonie Saarbrücken Kaiserslautern, Lena Neudauer, violín. Pablo González, dirección
- Debussy, Poulenc, Ravel, Françaix: Conciertos para piano y orquesta. Deutsche Radio Philharmonie Saarbrücken Kaiserslautern, Florian Uhlig, piano. Pablo González, dirección
- Granados: Obras orquestales. Dani Espasa, piano. Cor Madrigal. Lieder Càmera. OBC. Director: Pablo González. NAXOS 8.573263, 8.573264 y 8.573265. 3 CD.
- Bizet: Carmen Suites, L'Arlésienne Suites. Orquesta Sinfónica de Barcelona y Nacional de Cataluña. Director: Pablo González. NAXOS: 8573546.